# Santa Monica (Teksas)
Santa Monica je naseljeno mjesto za statističke potrebe u američkoj saveznoj državi Teksas. Prema popisu stanovništva iz 2010. u njemu je živjelo 83 stanovnika.